# 林智康
林 智康（はやし ともやす、1945年7月6日 -　）は、浄土真宗の仏教学者。龍谷大学名誉教授。
福岡県出身。龍谷大学文学部真宗学科卒、1973年同大学院博士課程満期退学。1976年本願寺派宗学院卒業。龍谷大学文学部助教授、法学部教授、文学部教授。中央仏教学院講師、龍谷大学人間・科学・宗教オープン・リサーチ・センターユニット３代表。2014年退任、名誉教授。専門分野は、真宗教義学、真宗教学史。また、浄土真宗本願寺派勧学及び勧学寮員。

## 著書
- 『蓮如教学の研究』永田文昌堂 1998
- 『親鸞聖人と念仏の教え』永田文昌堂 2000
- 『仏の願い』探究社 2000
- 『浄土真宗の教え 蓮如上人を中心に』探究社 2005
- 『仏恩を報ずる』探究社 2011
- 『浄土和讃 信を勧め疑いを誡める』探究社 2013
- 『顕浄土真実信文類講讃』永田文昌堂 2014

### 共著編
- 土井順一『仏教と芸能 親鸞聖人伝・妙好人伝・文楽』西野由紀共編 永田文昌堂 2003
- 『親鸞読み解き事典』相馬一意,嵩満也,岡村喜史,安藤章仁,山本浩信共編著 柏書房 2006
- 『歎異抄の教学史的研究』矢田了章共編 龍谷大学仏教文化研究所 龍谷大学仏教文化研究叢書 2007
- 『月々のことば 世のなか安穏なれ仏法ひろまれ 2008・平成20年真宗教団連合・法語カレンダー』瓜生津隆真,大田利生,内藤昭文,普賢保之共著 本願寺出版社 2007
- 『東アジア思想における死生観と超越』井上善幸,北岑大至共編 方丈堂出版 龍谷大学人間・科学・宗教オープン・リサーチ・センター研究叢書　2013
- 『歎異抄影印集成』矢田了章共編 永田文昌堂 2014
- 『存覚教学の研究』編 永田文昌堂 六角会館研究シリーズ 2015

## 論文
- CINII